# Schweizer Badmintonmeisterschaft 2016
Die Schweizer Badmintonmeisterschaft 2016 fand vom 4. bis zum 7. Februar 2016 im Centre Sportif in Couvet statt.

## Medaillengewinner
| Disziplin    | Gold                                | Silber                              | Bronze                               |
| ------------ | ----------------------------------- | ----------------------------------- | ------------------------------------ |
| Herreneinzel | Christian Bösiger                   | Christian Kirchmayr                 | Julien Scheiwiller                   |
| Herreneinzel | Christian Bösiger                   | Christian Kirchmayr                 | Gilles Tripet                        |
| Dameneinzel  | Sabrina Jaquet                      | Ronja Stern                         | Cendrine Hantz                       |
| Dameneinzel  | Sabrina Jaquet                      | Ronja Stern                         | Ayla Huser                           |
| Herrendoppel | Anthony Dumartheray Thomas Heiniger | Pierrick Deschenaux Oliver Schaller | Dominik Buetikofer Benedikt Schaller |
| Herrendoppel | Anthony Dumartheray Thomas Heiniger | Pierrick Deschenaux Oliver Schaller | Michael Andrey Olivier Andrey        |
| Damendoppel  | Ayla Huser Sabrina Jaquet           | Marion Gruber Sanya Herzig          | Lea Maria Müller Ronja Stern         |
| Damendoppel  | Ayla Huser Sabrina Jaquet           | Marion Gruber Sanya Herzig          | Susanne Keller Yvonne Keller         |
| Mixed        | Anthony Dumartheray Sabrina Jaquet  | Oliver Schaller Céline Burkart      | Christian Bösiger Sanya Herzig       |
| Mixed        | Anthony Dumartheray Sabrina Jaquet  | Oliver Schaller Céline Burkart      | Yohanes Hogianto Wirz Janine Stocker |